# Метменштеттен
Метменштеттен (нем. Mettmenstetten) — коммуна в Швейцарии, в кантоне Цюрих.
Входит в состав округа Аффольтерн. Население составляет 4065 человек (на 31 декабря 2007 года). Официальный код — 0009.

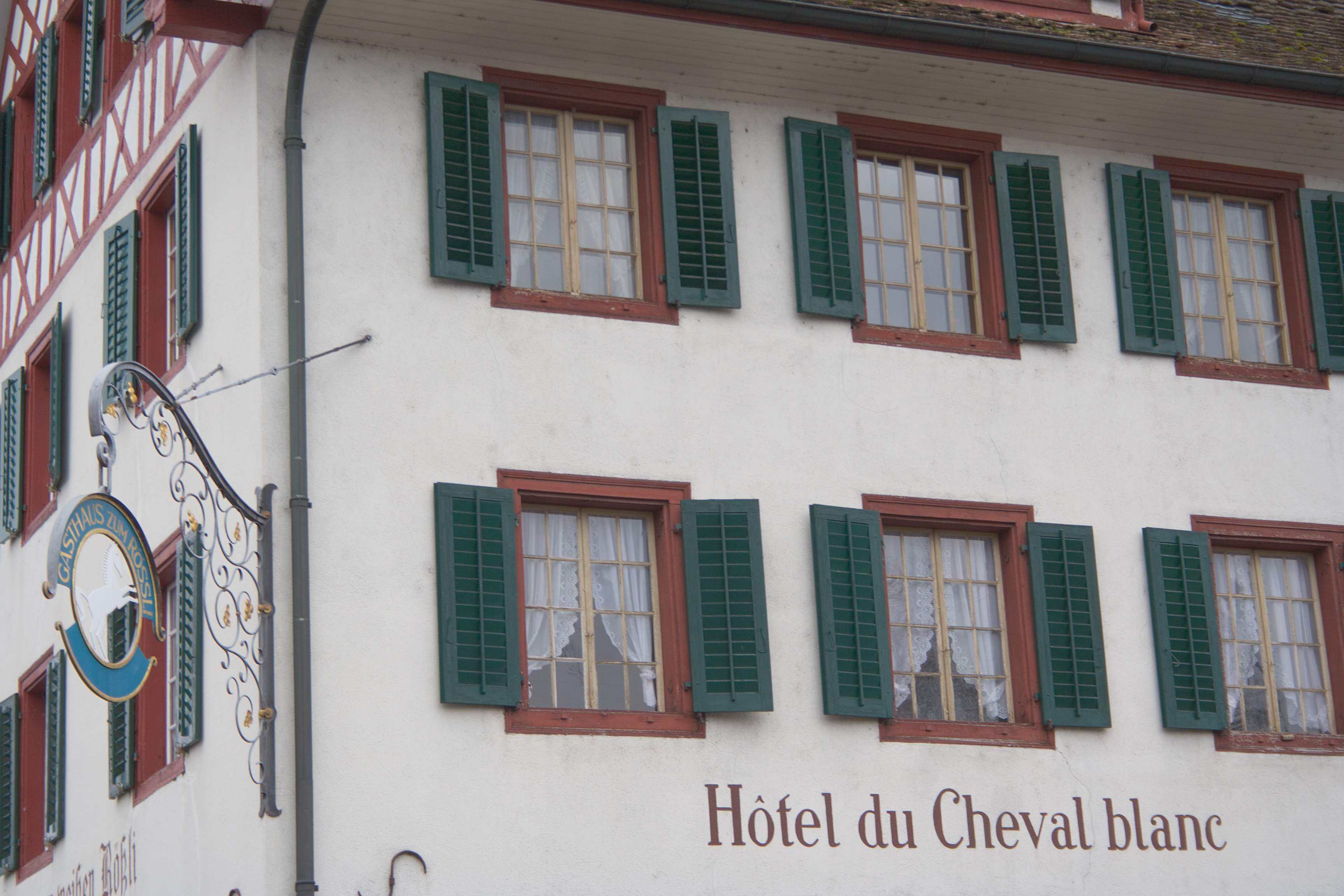
Метменштеттен

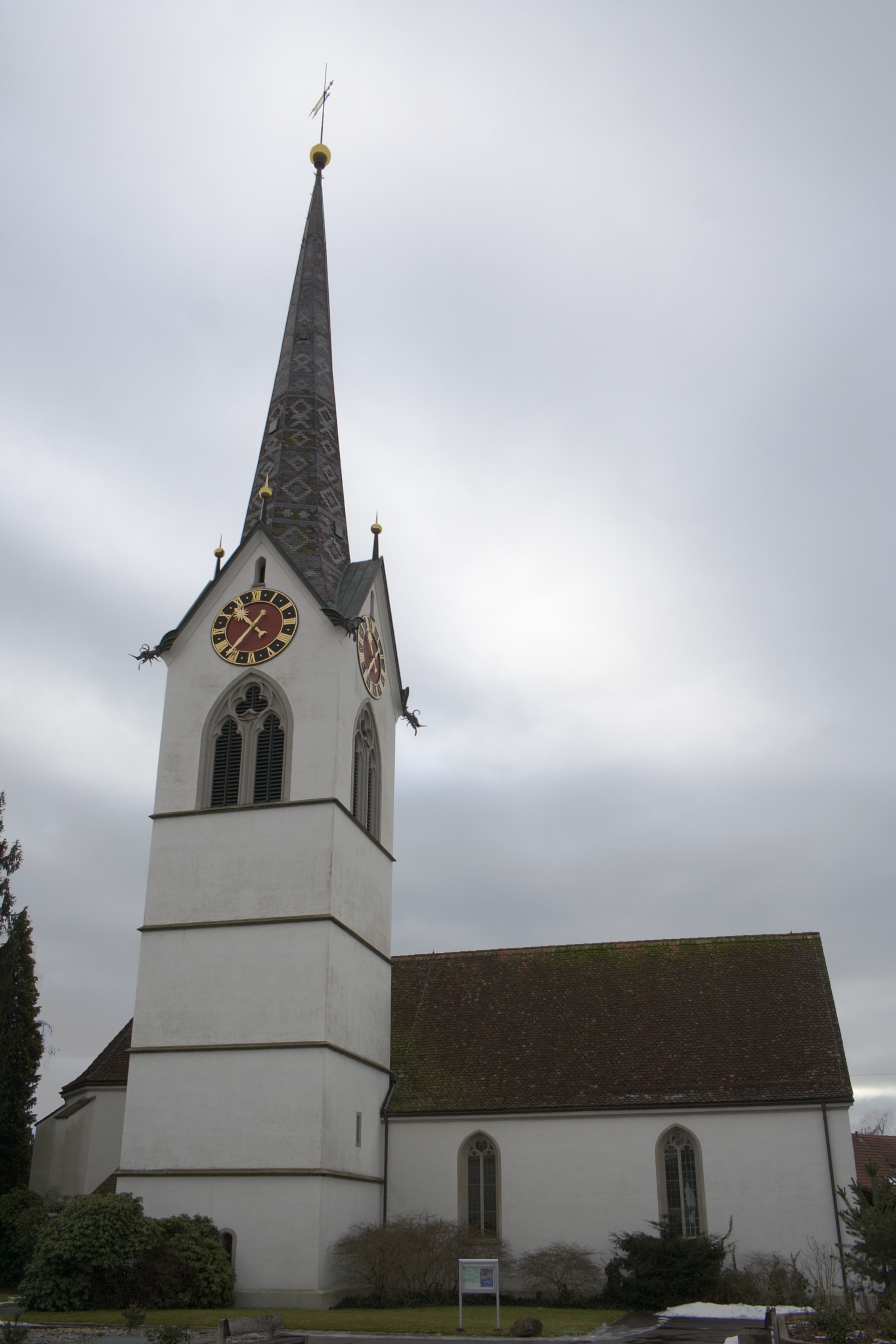
Церковь